# Ubaldo Soddu

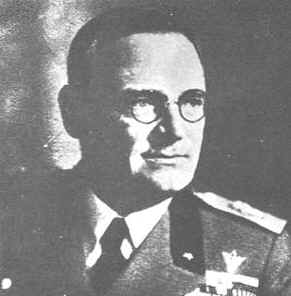
Ubaldo Soddu

Ubaldo Soddu (geboren 23. Juli 1883 in Salerno; gestorben 20. Juli 1949 in Rom) war ein italienischer Armeegeneral und faschistischer Politiker. Er nahm zwischen 1936 und 1940 unter anderem als Unterstaatssekretär im Kriegsministerium und Mitglied des italienischen Generalstabs wesentlichen Einfluss auf militärische Entscheidungen. Ab Anfang November 1940 befehligte er die italienische Armee im Griechisch-Italienischen Krieg und wurde nach dem desaströsen Verlauf Ende Dezember 1940 von allen seinen Ämtern enthoben.

## Werdegang

### Anfangsjahre
Ubaldo Soddu war der älteste von drei Söhnen des Militärstaatsanwaltes Gavino Soddu und seiner Ehefrau Giacinta D’Elia. Ab 1902 besuchte er die Militärschule in Modena, die er 1904 abschloss. Als Sottotenente der Infanterie wurde er dem 63. Infanterie-Regiment in Novi Ligure zugewiesen. Im November 1910 kehrte er, mittlerweile zum Leutnant befördert, als Ausbilder an die Militärschule nach Modena zurück.
Nach dem Ende seiner Tätigkeit in Modena im Juni 1913 und seiner Beförderung zum Hauptmann, wurde er Regimentsadjutant beim 16. Infanterie-Regiment und zusammen mit dem Regiment nach Libyen geschickt. Im August 1914 nahm er während des Ersten Italienisch-Libyschen Krieges an den Kämpfen im Raum Tobruk teil und konnte sich dabei auszeichnen. 1922 erhielt er dafür im Nachhinein das Kriegsverdienstkreuz verliehen.
Im Mai 1916 wurde er den italienischen Kolonialtruppen in der Cyrenaika überstellt und nahm die Funktion eines Intendanten und Stabschefs der Regionalregierung ein. Nach seiner Beförderung zum Major im Dezember 1916 und zum Oberstleutnant im Jahr darauf kehrte er im Mai 1918 nach Italien zurück. Zwei Monate später wurde er der 8. Division unterstellt, die mit dem II. Armeekorps in Frankreich an der Westfront stand. In den Reihen des 19. und später des 52. Infanterie-Regiments konnte er sich an der Front erneut mehrfach auszeichnen und erhielt zwei Tapferkeitsmedaillen in Silber und das französische Kriegsverdienstkreuz. Zudem wurde er zum Offizier der Ehrenlegion ernannt.
Im März 1919 kehrte er nach Italien zurück. Anfang der 1920er Jahre war er mit mehreren unterschiedlichen Aufgaben betraut. Unter anderem war er 1921 stellvertretender Kommandeur der Kadettenanstalt Nunziatella in Neapel. Im November 1923 machte er seine Laurea in Rechtswissenschaften an der Universität Neapel. Im Dezember 1926 wurde er an der Kriegsschule in Turin aufgenommen und zugleich zum Oberst befördert. Nach dem Abschluss Lehrgangs verblieb er bis 1930 als Ausbilder in Turin und verfasste in dieser Zeit mehrere Schriften militärischen Inhalts.

### Karriere in Rom
Im November 1930 wurde ihm das Kommando über das in Ventimiglia stationierte 89. Infanterie-Regiment anvertraut, das er bis zum Herbst 1933 führte. Anschließend übernahm er die Leitung der zentralen Infanterieschule in Civitavecchia. Auf das Jahr 1933 geht auch der Beginn seiner Parteimitgliedschaft bei der Faschistischen Partei zurück. Im Januar 1934 wurde er zum Kabinettschef im Kriegsministerium ernannt und zwei Monate später folgte seine Beförderung zum Brigadegeneral. Im Ministerium wurde er ein enger Mitarbeiter von Unterstaatssekretär und General Federico Baistrocchi. Letzterer intrigierte gegen Rodolfo Graziani, was Soddu unterstütze. Soddu beteiligte sich zusehend selbst im römischen Intrigenspiel und intrigierte unter anderem gegen den Chef des Generalstabes Badoglio. Damit konnte er sich bei Mussolini ins rechte Licht rücken, der ihn persönlich für seine Leistungen im Ministerium lobte.
Als Kabinettschef war er bis April 1936 im Kriegsministerium tätig. Danach übernahm Soddu das Kommando über die 21. Division „Granatieri di Sardegna“ und im Juli 1936 wurde er für seine Verdienste bei der Vorbereitung des Abessinienkrieges zum Generale di Divisione befördert. Im Dezember 1937 übernahm er eine führende Position in der Operationsabteilung des italienischen es Oberkommandos und wurde Stellvertreter des Unterchefs des Generalstabs Alberto Pariani. Als rechte Hand von Pariani arbeitete er an verschiedenen Angriffsplänen des faschistischen Regimes. Er unterstützte auch die Heeresreform, mit der die Stärke der einzelnen Verbände zugunsten eines schnelleren Einsatzes reduziert werden sollte. Eine Reform für die aber nicht das entsprechende Material zur Verfügung stand und die die Offiziere beim Heer unvorbereitet traf. Im April 1939 wurde er zum Generale di Corpo d’Armata befördert und im Oktober des gleichen Jahres wurde er Unterstaatssekretär im Kriegsministerium im Kabinett Mussolini sowie Mitglied der neu eingerichteten Abgeordnetenkammer der „Fasci und Korporationen“.

### Zweiter Weltkrieg
Nach Ausbruch des Zweiten Weltkrieges im September 1939 nahm Soddu eine ambivalente Haltung über die militärische Rolle Italiens ein. Zum einen wuchs in ihm die Skepsis über die effektive Schlagkraft der Streitkräfte. In einem Gespräch mit Außenminister Ciano Anfang November äußerte er, dass die Armee nicht vor Herbst 1940 für einen Kriegseintritt auf der Seite des deutschen Bündnispartners bereit sei. Er teilte die Ansicht Cianos, dass Deutschland allein den Krieg gegen die westlichen Demokratien nicht gewinnen könne. Gegen Ende des Jahres schraubte er seine Aussagen zu einem möglichen italienischen Kriegseintritt noch weiter zurück und hielt einen Eintritt nicht vor Herbst 1942 für möglich. Zum anderen wich er geschickt den mit seinen Ansichten widersprechenden Kriegsplänen Mussolinis aus. Als Antwort auf den steigenden Druck Deutschlands stellte er im April 1940 im Einklang mit Mussolini einen italienischen Kriegseintritt in Aussicht. Zugleich unterstrich er, dass Italien einen von den Kriegszielen des deutschen Bündnispartners unabhängigen Parallelkrieg führen solle.
Nach der italienischen Kriegserklärung an Frankreich und Großbritannien am 10. Juni 1940 wurde er zum Unterchef des Generalstabs ernannt und nahm damit nach Badoglio die zweite Position im italienischen Generalstab ein. Der anscheinend nicht mehr aufzuhaltende Aufstieg Soddus wurde nicht nur von Badoglio kritisch beobachtet, sondern beunruhigte auch Graziani. Nach der Kapitulation Frankreichs und der Einstellung der italienischen Offensive in den Westalpen unterbreitete Soddu Mussolini eine Reihe von Maßnahmen, die auf eine teilweise Demobilisierung der Streitkräfte hinauslief. Damit sollten angesichts der sonst ruhigen Kriegslage Arbeitskräfte freigesetzt werden, die für die Wirtschaft des Landes unabdingbar waren.
Ab 1. Oktober 1940 wurden weitere Soldaten demobilisiert, zu einem Zeitpunkt, als die Pläne für den Überfall auf Griechenland bereits auf dem Tisch lagen. Als der Unterchef des Generalstabs des Heeres Mario Roatta am 13. Oktober bei Soddu vorstellig wurde, um zumindest die Demobilisierung der für den Angriff auf Griechenland bestimmten Verbände auszusetzen, lehnte Soddu dies ab. Vielmehr versicherte er Roatta vollmundig, dass der Feldzug rasch und erfolgreich zu Ende gebracht werden könne. In Wirklichkeit unterließ es Soddu die Ambitionen Mussolinis mit der effektiven Schlagkraft der Streitkräfte in Einklang zu bringen.
Drei Tage nach Beginn des Angriffes hielt Mussolini Soddu am 31. Oktober vor, die noch wenige Tage zuvor dem Oberbefehlshaber der Streitkräfte in Albanien Sebastiano Visconti Prasca zugesagten Divisionen nicht einmal bereitgestellt zu haben. Soddu wies jede Schuld von sich und verwies auf Roatta, da das Heer es unterlassen hätte die entsprechenden Divisionen freizustellen. Nachdem der Feldzug gegen Griechenland vollständig ins Stocken geraten und Visconti Prasca nicht mehr zu halten war, schlug Soddu sich selbst als Nachfolger vor, was Mussolini akzeptierte. Nach Cecini war Soddu der Ansicht, dass die Lage in Griechenland nicht aussichtslos sei und eine Wendung durchaus im Bereich des Machbaren läge. Hätte er Erfolg gehabt, wäre eine Beförderung zum Marschall von Italien wohl die logische Konsequenz gewesen.
Am 8. November trat er, mittlerweile zum Generale d’Armata befördert, die Nachfolge von Visconti Prasca an. Am Tag darauf richtete er das Oberkommando der Streitkräfte Albanien ein, ordnete die italienischen Verbände neu und befahl nach Rücksprache mit Rom die Einstellung der italienischen Offensivbemühungen. Wenige Tage darauf setzte die griechische Armee am 14. November zu einer Gegenoffensive an und warf die italienischen Truppen weit hinter ihre Ausgangsstellungen auf albanisches Gebiet zurück. Damit geriet seine Position bei Mussolini ernsthaft in Gefahr. Am 30. November wurde er zunächst von seinen Aufgaben als Unterchef des Generalstabs und als Unterstaatssekretär im Kriegsministerium enthoben. Nachdem er die griechische Offensive am 4. Dezember immer noch nicht in den Griff bekommen hatte, schlug er eine diplomatische Lösung zur Einstellung der Kriegshandlungen vor. Mussolini stellte dem in Ungnade gefallenen Soddu daraufhin den neuen Generalstabschef Ugo Cavallero zur Seite, der ihn schließlich am 29. Dezember als Oberbefehlshaber der Streitkräfte in Albanien ablöste.
Offiziell war es aus gesundheitlichen Gründen von seinem Amt ausgeschieden. Nach seiner Rückkehr nach Rom wurde er zunächst zur besonderen Verfügung gestellt, bevor er im Mai 1941 aus dem aktiven Dienst ausschied und in die Reserve versetzt wurde. Nach dem Sturz Mussolinis am 25. Juli 1943 wurde er zweimal verhaftet und landete nach der zweiten Verhaftung im Militärgefängnis Forte Boccea in Rom. Aus Letzterem wurde er wenige Tage nach der Bekanntgabe des italienischen Waffenstillstandes mit den Alliierten am 12. September 1943 von deutschen Truppen befreit. Danach zog er sich nach Desenzano del Garda ins Privatleben zurück. Zwar schwor er der neuen faschistischen Italienischen Sozialrepublik im März 1944 noch die Treue, kehrte aber nicht mehr in den aktiven Dienst zurück. Wenige Wochen vor dem Ende des Krieges griff ihn Giovanni Preziosi in seiner Hetzzeitschrift “La vita italiana” im März 1945 an und beschuldigte ihn, Freimaurer zu sein und den Griechenlandfeldzug absichtlich sabotiert zu haben. Nach dem Krieg trat er bis zu seinem Tod 1949 öffentlich nicht mehr in Erscheinung.